# Хокейна ліга Онтаріо
Онтарійська хокейна ліга (ОХЛ) (англ. Ontario Hockey League/OHL) — одна з трьох головних юніорських хокейних ліг, що входять до структури Канадської хокейної ліги (CHL).

## Структура

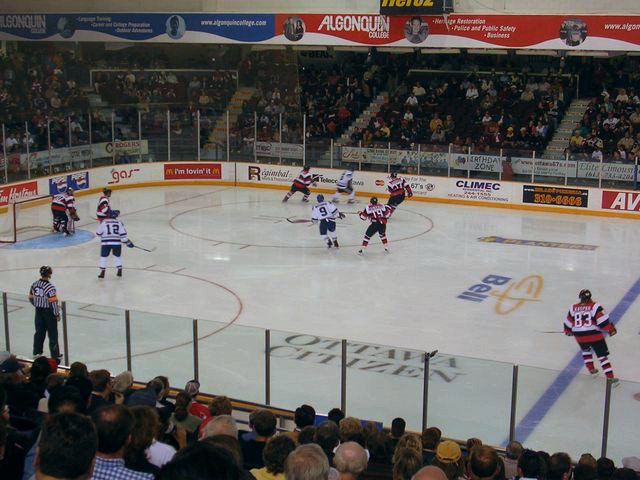
Матч Оттава-Садбері 30 вересня 2004

На сьогодні за головний трофей ліги борються 20 команд. 17 з них представляють провінцію Онтаріо, ще 2 — американський штат Мічиган і одна — Пенсільванію.
Регулярна першість в лізі розпочинається з другої половини вересня і закінчується в другій половині березня наступного року. Переважна більшість матчів проводиться з четверга по неділю, оскільки більшість молодих хокеїстів відвідують школу або коледж.
Всі команди порівну поділені на дві конференції: східну та західну. Конференції, в свою чергу, кожна порівну поділені на два дивізіони.
Під час регулярної першості команди проводять по 68 поєдинків. За кількістю очок набраних в цих матчах визначаються 16 (по 8 з обох конференцій) колективів, що продовжують змагання в плей-оф. На цій стадії змагань команди визначають найкращого в семиматчевих серіях, перший хто здобуде чотири перемоги проходить до наступного раунду. У фіналі клуби розігрують кубок Джона Роса Робертсона.
Чемпіон ОХЛ разом з переможцями ЗХЛ і ГЮХЛК, а також з господарями змагань, розігрують Меморіальний кубок. Команда, що виграла трофей стає чемпіоном Канади серед молоді.

## Вік гравців
В лізі можуть виступати хокеїсти у віці від 15 до 21 року. Однак гравців, котрим під час сезону має виповнитися 16 років, у команді може бути лише четверо. В той час як решта виконавців цього віку можуть зіграти за клуб ОХЛ не більше 10 матчів. Хоча, якщо їх основна команда (в молодших лігах) припинила свої виступи в поточному сезоні, таке обмеження зникає. Стосовно максимального віку гравців, правила такі: хокеїстів, котрим виповнюється 20 років в рік першої половини сезону, в заявці команди може бути лише троє. Також за клуб можуть бути заявлені двоє легіонерів (не північноамериканців), які обов'язково мусять бути обраними командами на драфті іноземців КХЛ.

### Пріоритетний вибір ОХЛ
Драфт, закріплення прав на спортивну діяльність юних хокеїстів, в онтарійській лізі називається «пріоритетний вибір» (OHL Priority Selection). Всі хокеїсти, котрі виступають в команді (окрім легіонерів) повинні пройти процедуру драфту ліги, і лише таким чином можуть опинитися у клубі ОХЛ. Зазвичай він проходить у другій половині травня. До участі в ньому допускаються гравці, котрим в рік драфту виповнюється 16 років. Команди, що посіли найнижчі позиції в останньому сезоні обирають першими, переможець ліги — останнім. Процедура налічує 15 раундів. Клуби можуть обирати хокеїстів лише з територій, на які розповсюджується юрисдикція ОХЛ, а саме провінція Онтаріо та американські штати: Мічиган, Пенсільванія, Нью-Йорк і деякі інші.

### Захисний список гравців
Кожна команда ОХЛ має можливість закріпити за собою права на 50 хокеїстів відповідного лізі віку. Перебування в такому списку унеможливлює для хокеїста проведення матчів або тренувань з будь-яким іншим клубом Канадської хокейної ліги. Однак він може грати або тренуватися з будь-яким клубом, котрий не входить в структуру КХЛ.

## Склад учасників
| Онтарійська хокейна ліга |                        |                                |                                       |            |
| Східна конференція       |                        |                                |                                       |            |
| Дивізіон                 | Команда                | Місто                          | Арена                                 | Вмісткість |
| Східний                  | Гамільтон Бульдогс     | Гамільтон, Онтаріо, Канада     | FirstOntario Centre                   | 17 383     |
| Східний                  | Кінгстон Фронтенакс    | Кінгстон, Онтаріо, Канада      | К-Рок-центр                           | 5380       |
| Східний                  | Ошава Дженералс        | Ошава, Онтаріо, Канада         | Дженералс Моторс-центр                | 5500       |
| Східний                  | Оттава 67-і            | Оттава, Онтаріо, Канада        | Канадіан Тайр-центр                   | 19153      |
| Східний                  | Пітерборо Пітс         | Пітерборо, Онтаріо, Канада     | Меморіальний центр                    | 3729       |
| Центральний              | Беррі Колтс            | Беррі, Онтаріо, Канада         | Беррі Молсон-центр                    | 4195       |
| Центральний              | Норт-Бей Бетальєн      | Норт-Бей, Онтаріо, Канада      | Норт-Бей Меморіал Ґарден              | 4246       |
| Центральний              | Брамптон Стілгедс      | Брамптон, Онтаріо, Канада      | ЦАА Центр                             | 5000       |
| Центральний              | Ніагара АйсДогс        | Сент-Катарінс, Онтаріо, Канада | Меридіан-центр                        | 2800       |
| Центральний              | Садбері Вулвс          | Садбері, Онтаріо, Канада       | Sudbury Community Arena               | 4600       |
| Західна конференція      |                        |                                |                                       |            |
| Дивізіон                 | Команда                | Місто                          | Арена                                 | Вмісткість |
| Середньо-західний        | Ері Оттерс             | Ері, Пенсільванія, США         | Ері Інсуренс-арена                    | 5500       |
| Середньо-західний        | Гвелф Сторм            | Гвелф, Онтаріо, Канада         | Слімен-центр                          | 4540       |
| Середньо-західний        | Кітченер Рейнджерс     | Кітченер, Онтаріо, Канада      | Kitchener Memorial Auditorium Complex | 6268       |
| Середньо-західний        | Лондон Найтс           | Лондон, Онтаріо, Канада        | Бадвайзер-ґарден                      | 9100       |
| Середньо-західний        | Оуен-Саунд Аттак       | Оуен Саунд, Онтаріо, Канада    | Bayshore Community Centre             | 2983       |
| Західний                 | Флінт Фаєрбердс        | Флінт, Мічиган, США            | Perani Arena and Event Center         | 4021       |
| Західний                 | Сагіно Спіріт          | Сагіно, Мічиган, США           | The Dow Event Center                  | 5497       |
| Західний                 | Сарнія Стінг           | Сарнія, Онтаріо, Канада        | RBC Centre                            | 4118       |
| Західний                 | Су-Сент-Марі Грейхаунд | Су-Сент-Марі, Онтаріо, Канада  | Essar Centre                          | 4600       |
| Західний                 | Віндзор Спітфайрс      | Віндзор, Онтаріо, Канада       | WFCU Centre                           | 6500       |

## Рекорди ОХЛ
Командні рекорди
- Найбільша кількість перемог в сезоні — 59, Лондон Найтс (2004–2005)
- Найбільша кількість очок в сезоні — 120, Лондон Найтс (2004–2005)
- Найбільша кількість забитих голів в сезоні — 469, Торонто Марлборос (1974–1975), зараз команда має назву Гвелф Сторм
- Найменша кількість пропущених голів в сезоні — 125, Лондон Найтс (2004–2005)

Індивідуальні рекорди
- Найбільша кількість закинутих шайб в сезоні — 87, Ерні Годден (1980–1981)
- Найбільша кількість результативних пасів в сезоні — 123, Боббі Сміт (1977–1978)
- Найбільша кількість набраних очок в сезоні — 192, Боббі Сміт (1977–1978)
- Найбільша кількість набраних очок в сезоні серед новачків — Вейн Гретцкі, 182 (1977–1978)

## Трофеї ліги
Командні нагороди
- Кубок Джона Росса Робертсона — чемпіон ОХЛ
- Боббі Орр Трофі — переможець плей-оф східної конференції
- Вейн Гретцкі Трофі — переможець плей-оф західної конференції
- Гамільтон Спектейтор трофі — переможець регулярного сезону

Індивідуальні нагороди
- Трофей Едді Паверса — найкращий бомбардир
- Трофей Реда Тілсона — найкращий гравець сезону
- Макс Камінскі трофі — найкращий захисник сезону
- Найкращий голкіпер сезону ОХЛ
- Приз сім'ї Еммс — новачок року
- Вільям Генлі трофі — джентльмен на льоду
- Лі Лалонд трофі — найкращий дорослий гравець сезону
- Приз Джека Фергюсона — хокеїст, котрого обрали під першим номером на драфті ОХЛ
- Боббі Сміт трофі — хокеїст, котрий найкраще поєднує високі результати у грі та навчанні
- Вейн Гретцкі 99 еворд — найцінніший гравець плей-оф